# イブプロフェンピコノール
イブプロフェンピコノール(英:Ibuprofen piconol)は、非ステロイド性抗炎症薬 (NSAID) の一種で、抗炎症・鎮痛作用がある。1984年に久光製薬はベシカムの名で外用剤を発売し、後に各社から一般用医薬品が発売されている。湿疹・接触皮膚炎、尋常性痤瘡（ニキビ）、帯状疱疹、アトピー性皮膚炎、酒さ様皮膚炎の効能がある。

## 性質
- 化学名 Pyridin-2-ylmethyl(2RS)-2-[4-(2-methylpropyl)phenyl]propanoate
- 化学式 C19H23NO2
- 分子量 297.39
- 沸点 178℃

## 効能
医薬品添付文書によれば以下の適応がある。
- 急性湿疹/慢性湿疹
- 接触皮膚炎
- アトピー皮膚炎
- 酒さ様皮膚炎・口囲皮膚炎
- 帯状疱疹
- 尋常性痤瘡（ニキビ）

帯状疱疹では1日1-2回、その他では2-3回塗布する。医薬品添付文書による治験条件で中等度以上改善した比率は、帯状疱疹では約97%、ほかは60-70%ほどで、クリームでは軟膏よりも10-15%ほど少ない。
日本皮膚科学会の2017年のガイドラインは、軽症から中等症の炎症のあるニキビに対して、選択肢のひとつとして推奨しているが、二重盲検法によるランダム化比較試験で4週間で偽薬での33%の有用率の2倍となったことに言及している。脂漏性皮膚炎に対しては、ケトコナゾールの方が1.66倍高い93%の治癒率であった。2018年のアトピー性皮膚炎のガイドラインでは、非ステロイド性抗炎症薬 (NSAID) の外用薬は抗炎症作用が弱いので有効であるという証拠はなく、副作用で販売中止となったブフェキサマクの副作用を例にして推奨できないとしている。
面皰の毛孔径の増大や、皮膚の脂質を抑制する。P.acnesによる白血球の遊走を抑制する。

## 副作用
医薬品添付文書によれば軟膏1.34％、クリーム2.41％に主に接触皮膚炎の副作用があった。医薬品添付文書によれば正常な皮膚では投与後24時間で約30％が吸収され、損傷した皮膚の場合は約70％が吸収された。

## 開発
1980年代までにはステロイド外用薬の連用による、皮膚の萎縮、酒さ様皮膚炎、ざ瘡様皮疹のような副作用が知られるようになり、こうした副作用の少ない非ステロイド性抗炎症薬の開発に期待が集まり登場した。